# U.S. Route 29
U.S. Route 29 (också kallad U.S. Highway 29 eller med förkortningen  US 29) är en amerikansk landsväg. Den går ifrån Pensacola i söder till Ellicott City i norr och har en längd av 1 667 km.